# بوشيني متجعد
بوشيني متجعد (الاسم العلمي: Puccinia rugosa) هو نوع من الفطريات يتبع جنس البوشيني من فصيلة البوشينية.